# Sylvie Granotier
Sylvie Granotier est une actrice et scénariste de télévision et de cinéma française, née le 19 mars 1951 à Alger. Elle est également un écrivain de romans policiers et une traductrice de romans écrits en langue anglaise.

## Biographie
Sylvie Granotier passe ses premières années à Blida, avant d'entrer à l'école primaire dans le 14e arrondissement de Paris puis de poursuivre sa scolarité à Marrakech et enfin au lycée de filles à Rabat.
Après son baccalauréat, elle entre à l'Université de Nanterre où elle obtient une licence en Lettres. En parallèle, elle suit des cours d'art dramatique et occupe divers petits boulots. Dans les années 1970, elle devient mannequin et fait de nombreux voyages internationaux. Elle devient ensuite scénariste et actrice pour le théâtre, le cinéma et la télévision. Elle signe également la traduction de Énorme changement de dernière minute de Grace Paley.
En 1990, elle fait paraître Courrier posthume, un premier roman sur de difficiles relations entre une fille et sa mère.  Dans Mort sans lendemain, son premier roman policier, un homme est victime d'une mise en scène où un criminel tente de lui faire endosser le meurtre d'une femme. Comme un coq en pâte (1996) est un roman policier humoristique ayant pour héroïne Cheryl, la compagne du Poulpe. Avec Sueurs chaudes (1997) et Dodo (1999), l'humour et la comédie du récit sont tempérés par le registre du roman noir où verse résolument Double Je (2002), une sombre histoire qui met en cause le milieu politique français.
En 2015, elle est couronnée du Prix Mauvais genres pour Personne n'en saura rien.
Depuis les années 1990, Sylvie Granotier vit une partie de l'année en Creuse, dans la région de Pontarion.

## Filmographie

### Actrice

#### Cinéma
- 1981 : Viens chez moi, j'habite chez une copine de Patrice Leconte, avec Michel Blanc, Bernard Giraudeau, Thérèse Liotard et Anémone
- 1982 : Le Dernier Jour, court-métrage de Jacques Cortal, avec Gilles Béhat et Roland Blanche
- 1983 : Souvenir de Juan-Les-Pins de Pascale Ferran, avec Christine Murillo
- 1984 : La Diagonale du fou de Richard Dembo, avec Michel Piccoli, Liv Ullmann et Jean-Hugues Anglade
- 1984 : La Femme ivoire de Dominique Cheminal, avec Lucas Belvaux et Dora Doll
- 1985 : À cœur perdu, court-métrage de Patricia Valeix, avec Pierre Arditi
- 1985 : Le Transfuge de Philippe Lefebvre, avec Bruno Cremer, Heinz Bennent et Jean-François Balmer
- 1987 : Tandem de Patrice Leconte, avec Gérard Jugnot et Jean Rochefort
- 1988 : Savannah de Marco Pico, avec Jacques Higelin et Marcel Bozzuffi
- 1990 : L'Affaire Wallraff (titre original The Man Inside) de Bobby Roth, avec Jürgen Prochnow, Peter Coyote et Nathalie Baye
- 1993 : Faut-il aimer Mathilde ? d'Edwin Baily, avec Dominique Blanc et Paul Crauchet
- 1995 : Le Nouveau Monde d'Alain Corneau, avec James Gandolfini et Guy Marchand
- 1998 : Si je t'aime, prends garde à toi de Jeanne Labrune, avec Daniel Duval, Nathalie Baye et Jean-Pierre Darroussin
- 2000 : Meilleur Espoir féminin de Gérard Jugnot, avec Bérénice Bejo, Antoine Duléry et Sabine Haudepin
- 2003 : Inconnu à cette adresse, court-métrage de François Chayé et Sandrine Treiner, avec Claude-Jean Philippe
- 2008 : Ne te retourne pas de Marina de Van, avec Monica Bellucci et Sophie Marceau
- 2012 : Trois mondes de Catherine Corsini, avec Raphaël Personnaz, Clotilde Hesme, et Arta Dobroshi

#### Télévision
- 1977 : Au plaisir de Dieu : Mirette
- 1980 : Papa Poule (série) de Roger Kahane : Joëlle (saison 1 épisode 4)
- 1985 : La Mule de corbillard de Claude Vajda
- 1989 : Marat de Maroun Bagdadi : Mme de Nairac
- 1990 : Coma dépassé de Roger Pigaut : Marion Lipari
- 1994 : Jalna de Philippe Monnier (série TV)
- 1997 : Navarro, épisode Une femme à l'index : Docteur Olivia Morland
- 1997 : Parfum de famille de Serge Moati
- 1997 : Maigret et l'enfant de chœur de Pierre Granier-Deferre
- 2002 : La Dette de Fabrice Cazeneuve : la  femme  du  préfet
- 2003 : Un été de canicule de Sébastien Grall : Nicole
- 2003 : Les Cordier, juge et flic, épisode Cas d'école : Delphine Darcourt
- 2005 : Navarro, épisode Escort blues :   Mathilde Girardin
- 2006 : Mémoire de glace de Pierre-Antoine Hiroz : Isabelle Santini
- 2008 : De sang et d'encre de Charlotte Brändström
- 2010 : Entre deux eaux de Michaëla Watteaux
- 2010 : Un lieu incertain de Josée Dayan
- 2012 : Chambre noire d'Arnauld Malherbe
- 2013 : Les Mains de Roxana de Philippe Setbon
- 2014 : Origines de Jérôme Navarro
- 2016 : Baron noir de Ziad Doueiri
- 2017 : Profilage de Fanny Robert et Sophie Lebarbier : Nicole Marceau
- 2018 : Au-delà des apparences d'Éric Woreth : Jeanne
- 2019 : Soupçons de Lionel Bailliu : Anne
- 2019 : D'un monde à l'autre de Didier Bivel : Nicole
- 2020 : Le Canal des secrets de Julien Zidi : Madeleine
- 2021 : HPI (saison 2, épisode 3 « Made in France »), réalisé par Vincent Jamain : Madame Sarah
- 2023 : Knok, série de Guillaume Duhesme et Bastien Ughetto

### Scénariste

#### Cinéma
- 1989 : Pentimento de Tonie Marshall
- 1994 : Coma de Denys Granier-Deferre

#### Télévision
- 2010 : Un soupçon d'innocence d'Olivier Péray
- 2015 : Elles... Les Filles du Plessis de Bénédicte Delmas
- 2019 : Soupçons de Lionel Bailliu : Anne
- 2019 : D'un monde à l'autre (téléfilm) de Didier Bivel

## Publications

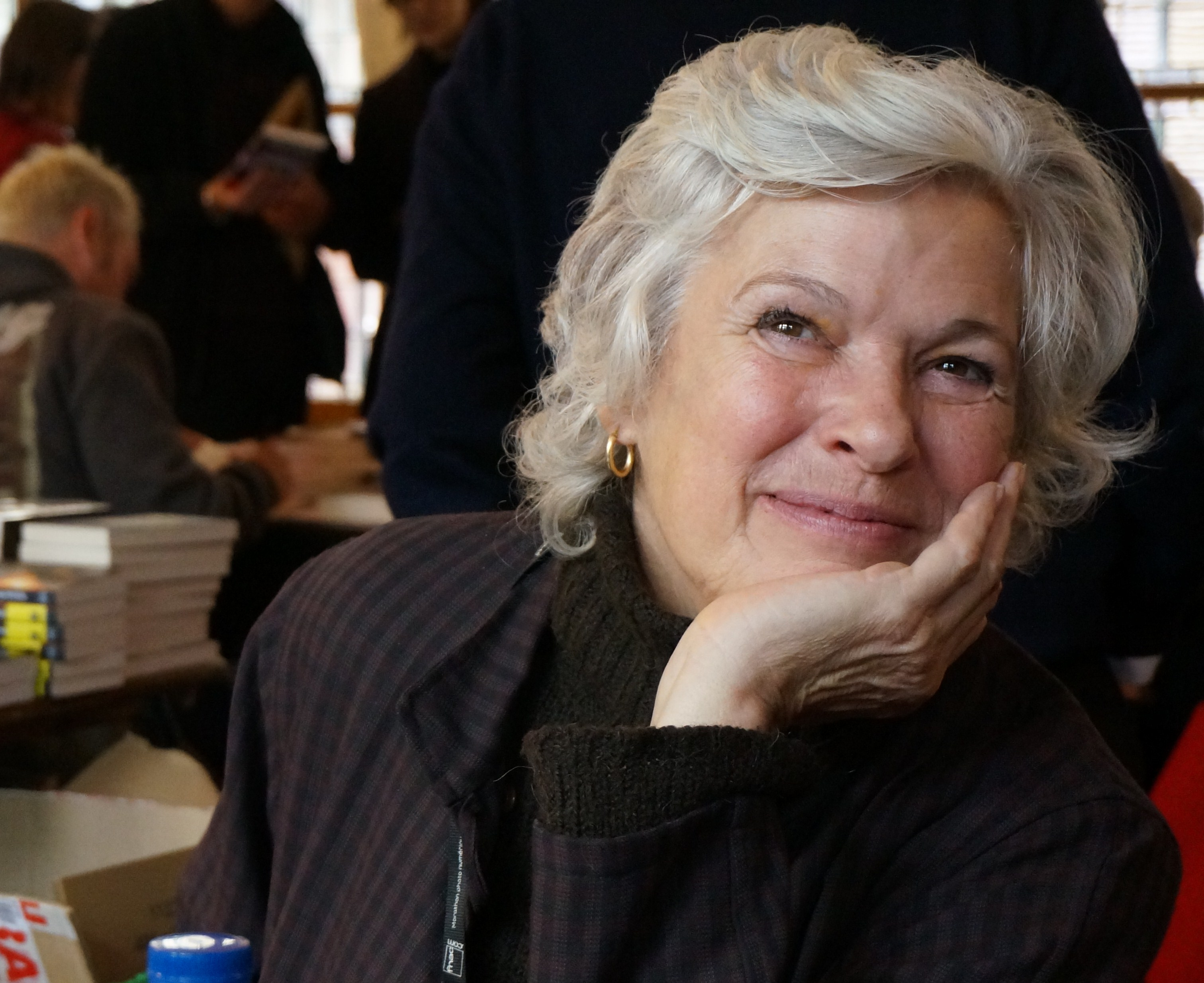
Sylvie Granotier au Festival Inter Pol'Art, à Reims, en octobre 2013.

### Romans
- Courrier posthume, Paris, Régine Deforges, 1990 ; réédition, Paris, Éditions La Baleine, 1999 ; réédition, Paris, Gallimard, Folio policier no 125, 1999
- Mort sans lendemain, Paris, Ramsay, 1992
- Comme un coq en plâtre, Paris, La Baleine, collection Le Poulpe no 28, 1998
- Sueurs chaudes, Paris, Gallimard, Série noire no 2447, 1997 ; réédition, Paris, Gallimard, Folio policier no 187, 2000
- Cette fille est dangereuse (roman court), La Poiré-sur-Vie, Éditions de la Loupiote, coll. « Zèbres », 1998
- Dodo, Paris, Gallimard, Série noire no 2550, 1999
- Une simple formalité, Paris, Marais du Livre, 2001 (en collaboration avec Lucien Suel]
- Double Je, Paris, Albin Michel, 2002 ; réédition, Paris, Le Livre de poche no 17314, 2003
- Le passé n'oublie jamais, Paris, Albin Michel, 2005 ; réédition, Paris, Le Livre de poche no 37100, 2005
- Belle à tuer, Paris, Albin Michel, 2006 ; réédition, Paris, Le Livre de poche no 37286, 2008
- Tuer n’est pas jouer, Paris, Albin Michel, 2008 ; réédition, Paris, Le Livre de poche no 31537, 2009
- Méfie-toi, fillette, Paris, Éditions La Branche, coll. Suite noire no 32, 2009
- Mais d'où venez-vous ?, Paris, Le Seuil, 2010 (en collaboration avec Michèle Lesbre)
- La Rigole du diable, Paris, Albin Michel, 2011
- La Place des morts, Paris, Albin Michel, 2013
- Personne n'en saura rien, Paris, Albin Michel, 2014

- Prix Mauvais genres 2015
- Un monde idéal[3], Paris, Albin Michel, 2019

### Nouvelles
- Par où la sortie ?, dans C'est la rentrée ! : 16 écrivains racontent.... Paris : EJL, coll. "Librio", suppl. à Libération du 4 septembre 1997, p. 33-36.

### Recueil de nouvelles
- Cette fille est dangereuse, Paris, Albin Michel, 1998 ; réédition, Paris, Le Livre de poche no 30607, 2004 Réédition du roman court accompagné de quelques nouvelles.

### Ouvrages de littérature d'enfance et de jeunesse
- Secrets de famille, Paris, Albin Michel, Le Furet no 1, 1998 ; réédition, Paris, Albin Michel Jeunesse, 2000
- L'Homme qui n'était pas mort, Paris, Albin Michel, Le Furet no 27, 2001

### Fiction radiophonique
- Angle mort (durée 58 min environ), diffusé le 31 mars 2012 sur France Culture, dans le cadre de l’émission Drôles de drames et d'un « Cycle Polar ».